# Benjamin Daviet
Benjamin Daviet, född 16 juni 1989 i Annecy, Frankrike, är en fransk handikappidrottare. Han har representerat Frankrike vid paralympiska sommarspelen 2024 och paralympiska vinterspelen 2014, 2018 och 2022. Han har tävlat i Skidskytte, längdskidåkning och rodd.

## Meriter
Paralympiska vinterspelen 2014
- Brons i längdskidåkning öppen stafett 4x2,5km

Paralympiska vinterspelen 2018
- Guld i längdskidåkning öppen stafett 4x2,5km
- Guld i skidskytte 7,5km stående
- Guld i skidskytte 12,5km stående
- Silver i skidskytte 15km stående
- Silver i längdskidåkning 20km stående

Paralympiska vinterspelen 2022
- Guld i skidskytte 12,5km stående
- Guld i längdskidåkning 1,5km stående
- Silver i längdskidåkning 12,5km fri stående
- Brons i längdskidåkning öppen stafett 4x2,5km